# 종이꽃 (1959년 영화)
《종이꽃》(Kaagaz ke phool, Paper Flowers)은 인도에서 제작된 구루 두트 감독의 1959년 영화이다. 이 영화는 시네마스코프 최초의 인도 영화로 간주되며 구루 두트 감독의 마지막 영화 작품이기도 하다.